# Aitana Hernando
María Aitana Hernando Ruíz (Miranda de Ebro, 1979) es una política española, que desarrolla su labor política en Miranda de Ebro. Es alcaldesa del Ayuntamiento de Miranda de Ebro por el PSOE desde 2015 y licenciada en derecho por la Universidad de Navarra.

## Biografía
Está casada y tiene dos hijas. En 2002 se licenció en Derecho en la Universidad de Navarra. Al año siguiente entró a formar parte del Colegio de Abogados de Burgos, ejerciendo en su despacho como tal hasta 2013.

## Trayectoria política
Aitana Hernando se afilió al PSOE en el año 2003, y apenas dos años después lo hizo en las Juventudes Socialistas. Desde 2003 ha sido concejala del Ayuntamiento de la localidad burgalesa de Miranda de Ebro. Aquel mismo año se hizo responsable de la concejalía de Hacienda. En la legislatura 2007-2011 hizo lo propio con la Concejalía de Urbanismo, cartera a la que sumó Medio Ambiente en 2011 y Servicios Sociales en 2013. También ostenta el cargo de vicesecretaria de partido en Miranda de Ebro, así como vocal de la ejecutiva socialista en Castilla y León.
Fue Secretaria de Economía y Empleo de la CEP de 2004 a 2008 y de Sanidad y Bienestar Social de 2008 a 2012.
En las elecciones municipales del 24 de mayo de 2015 logró alcanzar la alcaldía al sumar 10 de los 21 concejales del Ayuntamiento de Miranda de Ebro. Fue proclamada alcaldesa el 13 de junio de ese mismo año.
Revalidó su cargo por segunda vez como Alcaldesa de Miranda de Ebro tras las elecciones municipales del 26 de mayo de 2019, donde obtuvo la mayoría absoluta para el PSOE de Miranda de Ebro, sumando 11 concejales de los 21 a elegir. Su proclamación para el nuevo mandato tuvo lugar el 15 de junio de 2019.
| Predecesor: Fernando Campo Crespo | Alcaldesa de Miranda de Ebro 2015–actualidad | Sucesora: En el cargo |